# Kacangan (Andong)
Kacangan is een bestuurslaag in het regentschap Boyolali van de provincie Midden-Java, Indonesië. Kacangan telt 3971 inwoners (volkstelling 2010).